# Robert Fripp
Robert Fripp (Wimborne Minster, Dorset, Anglia, 1946. május 16.) brit gitáros, zeneszerző, producer. A kortárs könnyűzene progresszív rock műfajának egyik legnagyobb hatású gitáros-zeneszerzője.
1969-ben alapította világhírű zenekarát, a King Crimsont, melynek egyetlen állandó tagja. A zenekar több szünet után ma is működik. Fripp ezenkívül számos projektben vett részt, játszott többek között Brian Enóval, David Bowie-val, a Blondie-val, Peter Gabriellel. Munkássága úttörő a gitár alternatív alkalmazásai terén; ezek közé tartozik az általa kifejlesztett soundscape technika, amely több hangsáv egymás utáni vagy egymás melletti megszólaltatását jelenti, utánozhatatlan hangzást eredményezve. A gitárszintetizátorok és a MIDI technika használatában is meghatározó szerepe van. Eredetileg egy 1959-es évjáratú fekete Gibson Les Paul Custom gitáron játszott, majd később egy Fernandes hangszerre váltott.
Nemrégiben a Microsoft-tal közösen dolgozott a Windows Vista zenéjén.

## Stílusa
Karrierje során folyamatosan tágította a zenei határokat, illetve avantgárd és experimentális zenei ötletekkel gazdagította a gitározást. Fripp a 60-as évek közepén vált profi zenésszé, számos Angliában turnézó, amerikai énekest kísérve. Leleményes dallamvilága és virtuóz technikája páratlan volt a 60-as/70-es évek fordulóján a rock zenei palettáján. Gitárja egyszer árnyaltan finoman díszített, máskor erőteljes torzítással szólt. Szinte "énekel" kezében a Les Paul, vibráló, végtelennek tűnő, kitartott hangokkal. Igen művelt zenész, 12 éves korában kezdte kialakítani saját gitárstílusát. Gitárját is saját elképzelése szerint hangolja, immár 1975 óta. Játékstílusa kimagaslóan egyedi, gyakran szélsőségesen torz, különleges modalitású, összetett ütemekkel, poliritmusokkal, precíz hangszereléssel, és nem mindig egyértelmű tonalitással. Szürreális, lebegő hangképeihez és kísérteties hangulataihoz gyakran használ harmonizert és gitárszintetizátort. Számos zenészből faragott profi gitárost, például a California Guitar Trio tagjai is "nála tanulták meg a szakmát".

## Diszkográfia
- 1968 The Cheerful Insanity of Giles, Giles and Fripp
- 1973 (No Pussyfooting) (Brian Enóval)
- 1975 Evening Star (Brian Enóval)
- 1979 Exposure
- 1981 God Save the Queen/Under Heavy Manners
- 1981 The League of Gentlemen (a League of Gentlemen-nel)
- 1981 Let the Power Fall: An Album of Frippertronics
- 1982 I Advance Masked (Andy Summersszal)
- 1984 Bewitched (Andy Summersszal)
- 1985 Network
- 1985 God Save The King (a League of Gentlemen-nel)
- 1986 The League of Crafty Guitarists Live!
- 1986 The Lady or the Tiger (Toyah Willcoxszal)
- 1990 Show of Hands (a The League of Crafty Guitarists-szal)
- 1991 Kneeling at the Shrine (Sunday All Over The World-del)
- 1993 The First Day (David Sylviannal)
- 1993 Darshan (David Sylviannal)
- 1994 The Bridge Between (a California Guitar Trióval)
- 1994 1999 Soundscapes: Live in Argentina
- 1994 Damage: Live (David Sylviannal)
- 1994 Redemption-Approaching Silence (David Sylviannal)
- 1994 FFWD (The Orb-bal)
- 1995 Intergalactic Boogie Express: Live in Europe...
- 1995 A Blessing of Tears: 1995 Soundscapes, Vol. 2 (live)
- 1995 Radiophonics: 1995 Soundscapes, Vol. 1 (live)
- 1996 That Which Passes: 1995 Soundscapes, Vol. 3' (live)
- 1996 Thrang Thrang Gozinbulx (a League of Gentlemen-nel)
- 1997 November Suite: 1996 Soundscapes - Live at Green Park Station
- 1997 Pie Jesu
- 1998 The Gates of Paradise
- 1998 Lightness: for the Marble Palace (Brian Enónak)
- 1999 The Repercussions of Angelic Behavior (Bill Rieflinnel és Trey Gunnal)
- 2000 A Temple in the Clouds (Jeffrey Faymannal)
- 2004 The Equatorial Stars (Brian Enóval)
- 2005 Love Cannot Bear (Soundscapes - Live In The USA)
- 2006 The Cotswold Gnomes (Brian Enóval)
- 2007 At the End of Time (Churchscapes Live in England and Estonia)
- 2007 Beyond Even (1992 - 2006) (Brian Enóval)
- 2008 Thread (Theo Travisszal)
- 2009 Talking With Strangers (Judy Dyble-lal)

## Külső hivatkozások
- elephant-talk.com
- king-crimson.com
- ÉS: Az ős írmag Archiválva 2005. március 28-i dátummal a Wayback Machine-ben
- Mancs: Guru, nem sztár (King Crimson a Petőfi Csarnokban) Archiválva 2004. július 13-i dátummal a Wayback Machine-ben
- Robert Fripp írja a Vista zenéjét
- guitargeek.com Archiválva 2006. október 31-i dátummal a Wayback Machine-ben